# Interstate 2
Interstate 2 (I-2) é uma rodovia interestadual parcialmente concluída que atravessa a Lower Rio Grande Valley, no sul do Texas. Ela começa na interseção da U.S. Route 83 (US 83) e da Business US 83 (Bus. US 83) em Peñitas e segue para o leste antes de terminar na I-69E/U.S. 77/US 83 em Harlingen. Uma extensão para o oeste em torno de La Joya foi concluída e é designada como I-2 East. Em quase toda a sua extensão, a I-2 corre simultaneamente com a US 83. A I-2 também é paralela à Carretera Federal 2 (Fed. 2), outra importante rota leste-oeste que traça a Fronteira Estados Unidos–México ao longo do lado mexicano do Rio Grande. Quando concluída, o terminal oeste será a cidade de Laredo. A rota é uma das rodovias interestaduais designadas mais recentemente; ela foi assinada como uma interestadual em 2013. Sua construção faz parte de uma expansão do sistema interestadual no sul do Texas que inclui os três ramos da I-69. Atualmente, ela cruza a I-69E e a I-69C e, quando concluída até Laredo, também terminará a I-69W. Esse complexo de rodovias interestaduais ainda não se conecta ao restante do sistema.